# Sporting Club Centro Giovani Calciatori Viareggio
L'Sporting Club Centro Giovani Calciatori Viareggio A.S.D. és un club poliesportiu de Viareggio, a la regió de la Toscana d'Itàlia, fundat el 20 de novembre de 1947. Les seves principals seccions són les d'hoquei patins i la de voleibol, que disputen la màxima categoria nacional, així com el futbol, el basquetbol i l'atletisme.

## Hoquei sobre patins
A nivell nacional ha guanyat la lliga i la Copa l'any 2011, així com la Supercopa de 2013. A més fou finalista de la Copa italiana d'hoquei sobre patins l'any 1976 i ha finalitzat en tercera posició en tres ocasions en la Lliga italiana d'hoquei sobre patins les temporades 1986/87, 2006/07 i 2007/08.
A nivell internacional ha disputat en diverses ocasions la Copa de la CERS, arribant a la final a quatre els anys 2007, 2008 i 2009, i aconseguint el subcampionat l'any 2017 després de perdre 4-2 contra l'equip portuguès de l'OC Barcelos.

### Palmarès
| Competició        | Campionat | Subcampionat                 |
| ----------------- | --------- | ---------------------------- |
| Seria A1          | 2011      | 2007, 2008, 2012, 2013       |
| Coppa Italia      | 2011      | 1976, 2010, 2013, 2014, 2015 |
| Supercoppa Italia | 2013      | 2011                         |
| Copa de la CERS   | -         | 2017                         |